# Рума (Илиноис)
Рума (енгл. Ruma) град је у америчкој савезној држави Илиноис.

## Демографија
По попису из 2010. године број становника је 317, што је 57 (21,9%) становника више него 2000. године.
| Група             | 2000.       | 2010.       |
| Белци             | 257 (98,8%) | 300 (94,6%) |
| Афроамериканци    | 0 (0,0%)    | 6 (1,9%)    |
| Азијати           | 3 (1,2%)    | 2 (0,6%)    |
| Хиспаноамериканци | 0 (0,0%)    | 0 (0,0%)    |
| Укупно            | 260         | 317         |